# درخت نیل
گیاه نیل (نام علمی: Indigofera tinctoria) نام گونه ای از سرده نیل است. از رنگدانه طبیعی این گیاه برای ساخت رنگ نیلی یا ایندیگو استفاده می‌شود.